# فرانچسکو لامون
فرانچسکو لامون (ایتالیایی: Francesco Lamon؛ زادهٔ ۵ فوریهٔ ۱۹۹۴) دوچرخه‌سوار اهل ایتالیا است.
وی در مسابقات کشوری و بین‌المللی در مجموع برندهٔ ۲ مدال نقره، ۲ مدال برنز شده‌است.